# Asystasia macrophylla
Asystasia macrophylla är en akantusväxtart som först beskrevs av T. Anders., och fick sitt nu gällande namn av George Bentham och Gustav Lindau. Asystasia macrophylla ingår i släktet Asystasia och familjen akantusväxter. Inga underarter finns listade i Catalogue of Life.